# Campanya de 1909
La campanya de 1909 o Segona Guerra de Melilla és el nom donat a les operacions militars espanyoles al Marroc l'any 1909.

## Antecedents
En 1906 es va celebrar la Conferència d'Algesires en la que s'acceptava el repartiment del país en zones d'influència entre França i Espanya, i el dret d'aquestes a intervenir en elles, si el soldà no era capaç de mantenir l'ordre. Després dels desordres de Casablanca de 1907, es comença l'ocupació de les diferents zones d'influència. Finalment, França i Espanya accepten retirar les seves tropes després de diversos episodis bèl·lics. El juliol de 1909 Espanya va iniciar la construcció d'un ferrocarril de 20 km des de Melilla a les mines de Desula, els drets de la qual havia comprat una companyia espanyola als Bu-Hamara però que en realitat corresponien als Beni Bu-Ifror que s'hi van oposar.

## La campanya
Una caseta espanyola fou atacada pels cabilencs el 9 de juliol de 1909 i el general José Marina Vega, governador de la plaça, va enviar forces que van empaitar als atacants, refugiats a les estivacions de Sidi Muza i els barrancs propers. El general Marina va reunir més forces i va ocupar les posicions de Sidi Ahmed al-Hadj i Sidi Muza; el dia 12 de juliol va ocupar la posició anomenada el Atayalón.
Espanya estava preparada des del maig quan s'havia reforçat la guarnició, i es va dissenyar una campanya en la qual Nador es va designar com a objectiu final. Es va establir una segona línia de defensa de les obres, que tenia com el límit el Gurugú, una muntanya on els cabilencs tenien bones posicions i podien fustigar a les forces espanyoles; un atac el dia 18 de juliol va posar en dificultats als soldats espanyols a Sidi Ahmed, on en la lluita cos a cos van morir els oficials artillers Royo i Gaioche, i el tinent coronel d'infanteria Ceballos. En dies següents els cabilencs van atacar per Sidi Muza i els espanyols van decidir establir una posició fortificada al Gurugú a Aït Aïsa on es va enviar al coronel Alvárez Cabrera amb 500 homes que hi va arribar el dia 23 però quan va avançar cap al barranc de Jarrazén va morir per un tret enemic.
La columna Aizpurua fou enviada a reunir-se amb la de Cabrera. Va passar per Mezquita ocupada per nadius aliats, i va pujar els turons de Taquelmamin, per, des d'allí, dominar el barranc del Llop i altres contraforts del Gurugú i veure on estava la columna d'Álvarez Cabrera. Aizpurua va arribar al barranc de l'Infern on fou atacat per enemics, i a l'esgotar les municions es va retirar cap a la posició anomenada Hipódromo. Sis companyies van anar al seu rescat i els van poder treure del lloc. El general Marina va agafar el comandament però en les operacions prop del barranc del Llop el tinent coronel Ibáñez Martín, que manava l'ala esquerra, va ser mort per l'enemic.
Aquestes operacions eren molt impopulars a la península. Manifestacions contràries n'hi va haver en molts llocs però especialment violenta fou l'anomenada la Setmana Tràgica de Barcelona, amb una revolució que va durar del 26 de juliol al 2 d'agost i va haver de ser sufocada per forces militars a canonades.
A la nit del 26 al 27 de juliol els cabilencs van avançar posicions cap a les línies espanyoles, a Aït Aïsa, al puig del Gorro Frigio i a les estivacions inferiors del Gurugú. El 27 la brigada Pintos es va concentrar entre Hipódromo i Lavaderos, per a protegir els treballadors que havien de reparar la via fèrria. Mitja brigada va pujar cap a los Farallones sense trobar resistència però l'altra mitja, quan va anar cap al Barranc de l'Infern, fou atacada; el general Guillermo Pintos va morir a la lluita. Aquesta mitja brigada es va retirar cap al Barranc del Llop on fou aniquilada per l'enemic (uns 1.500 soldats, 700 segons xifres oficials). El mateix dia (abans de saber-se el desastre del barranc del Llop, el general Marina fou nomenat comandant en cap de les operacions i forces expedicionàries.
Es van esperar reforços i així va passar l'agost i la meitat de setembre quan s'havien reunit ja 40.000 homes. El general Aguilera i el coronel Larrea van haver d'auxiliar les posicions espanyoles a la zona de Quebdana, a l'altre costat de la Mar Chica, i van arribar fins a la desembocadura del Muluya. La divisió d'Orozco, estacionada a Souk al-Arbaa, va capturar el 20 de setembre els pous d'Aogras a tocar de la Mar Chica i va atreure cap a la Quebdana a part de les harques reunides al Cap de les Tres Forques, i així facilità que altres tropes poguessin ocupar el territori dels Beni Xicar, a l'oest de Melilla. El mateix dia 20 es van concentrar les forces espanyoles a Rostrogordo i el general Tovar amb part de la seva divisió va avançar cap a Taxdir; a Asib al-Hadj Bizan se'n va separar la columna Alfau que es va reunir amb el general Marina a Taurit on van entrar, rebent la submissió de diverses cabiles. Tovar, per la seva banda, va seguir cap a Taxdir que va ocupar sense resistència, controlant els turons de la rodalia. Llavors les cabiles, reagrupades, van atacar Taxdir, i l'exèrcit espanyol es van haver de retirar, cosa que van poder fer mercès a un valent atac de cavalleria del coronel Cavalcanti i el foc de metralla que va protegir la retirada.
El dia 22 de setembre la divisió Sotomayor ocupava Al-Had dels Beni Xicar. El 26 la divisió Orozco va sortir dels pous d'Aogras cap a Zeluán, defensada per diverses harques; Orozco va ocupar el turo de Tauima, que dominava la vall i llavors es va dirigir a Nador que va ocupar després de derrotar els defensors. El 27 Orozco i Tovar ocuparen Zeluán amb molt poques baixes. Va quedar dominada així la zona entre el territori dels Beni Xicar i Zeluán, incloent Sidi Muza, Sidi Ahmed al-Hadj, Tauima i Nador, el que deixava als cabilencs del Gurugú en situació difícil.
Les harques (grups armats) del Gurugú van evacuar la zona el dia 28 de setembre i el 29 fou ocupada pels soldats espanyols sota comandant del general Del Real. El 20 la columna Tovar, auxiliada per Alfau i Morales (que manaven dues mitges brigades) es va dirigir a Souk al-Jemis dels Beni Bu-Ifror. Les harques enemigues foren sorpreses per Cavalcanti reunides al barranc del Soc (Zoco) però amenaçaven en envoltar la posició espanyola i es van haver de retirar. Marina va enviar a la zona, per protegir la retirada, a la brigada Díaz Vicario, establerta a la posició a la falda de la muntanya Bugansain. Mentre les harques atacaven a les forces de Tovar en retirada, però aquesta es va poder fer per l'acció de l'artilleria d'Hernández Herce; entre els morts espanyols el general Díaz Vicario, i molts altres però també els marroquins van tenir moltes baixes i la força dels cabilencs va quedar sèriament afectada
El 25 de novembre es va iniciar des de Nador una operació dirigida per Marina per ocupar Atlaten per impedir la comunicació entre el Gurugú i les muntanyes de Beni Bu-Ifror, i els soldats espanyols ja només va trobar una lleugera resistència. Ocupada fàcilment Atlaten (només una de les tres divisions va haver de disparar) i el curs inferior del riu Quert, les mines quedaven assegurades; la cabila del Beni Bu-Ifror es va sotmetre junt amb la de Beni Sidal i el 13 de desembre la de Beni Bu-Gaafar que era la darrera que romania en armes. Això va donar per acabades les operacions.

## Conseqüències
El resultat de la campanya fou l'ocupació d'Hidun, Souk al-Had, Djebel Suaniyar, Aït Aïsa, Sidi Muza, Sidi Ahmed al-Hadj, Nador, Tauima i Souk al-Arbaa a més de Zeluán que constituïa una posició avançada en la regió de Guelaya. El govern Moret, que havia pujat al poder el 24 d'octubre amb la promesa d'acabar ràpidament amb la guerra, va poder donar per complida la seva promesa. La via fèrria es va poder acabar i a més immediatament van començar els estudis per construir un far al Cap de les Tres Forques, i per continuar el ferrocarril del Atayalón a Nador, i per fer una carretera de Nador a Zeluán.
En 1911 el Marroc estava en completa anarquia i tropes franceses van ocupar la capital del Marroc, Fes mentre Espanya va ocupar Larraix i Alcazarquivir i Alemanya va enviar una canonera a Agadir, donant lloc al Tractat de Fes pel qual Alemanya renunciava al Marroc, i acceptava el Protectorat francès sobre l'indret, a canvi de la cessió de la colònia de Nou Camerun, que donava sortida al mar al Camerun Alemany. El 1912, amb el suport d'Alemanya, França va realitzar el repartiment amb Espanya del Marroc pel tractat hispano-francès, establint-se el Protectorat espanyol al Marroc amb un territori nord (Jebala-Rif) i un altre sud (Tarfaya).